# کویتیتسه (منطقه تربیچ)
کویتیتسه (به چکی: Kojetice) یک منطقهٔ مسکونی در جمهوری چک است که در منطقه تربیچ واقع شده‌است.
 کویتیتسه  ۴۶۲ نفر جمعیت دارد.